# Astragalus infestus
Astragalus infestus är en ärtväxtart som beskrevs av Pierre Edmond Boissier. Astragalus infestus ingår i släktet vedlar, och familjen ärtväxter. Inga underarter finns listade i Catalogue of Life.